# Pseudomicrocara variegata
Pseudomicrocara variegata is een keversoort uit de familie moerasweekschilden (Scirtidae). De wetenschappelijke naam van de soort werd in 1935 gepubliceerd door Carter.